# 松原ジャンクション

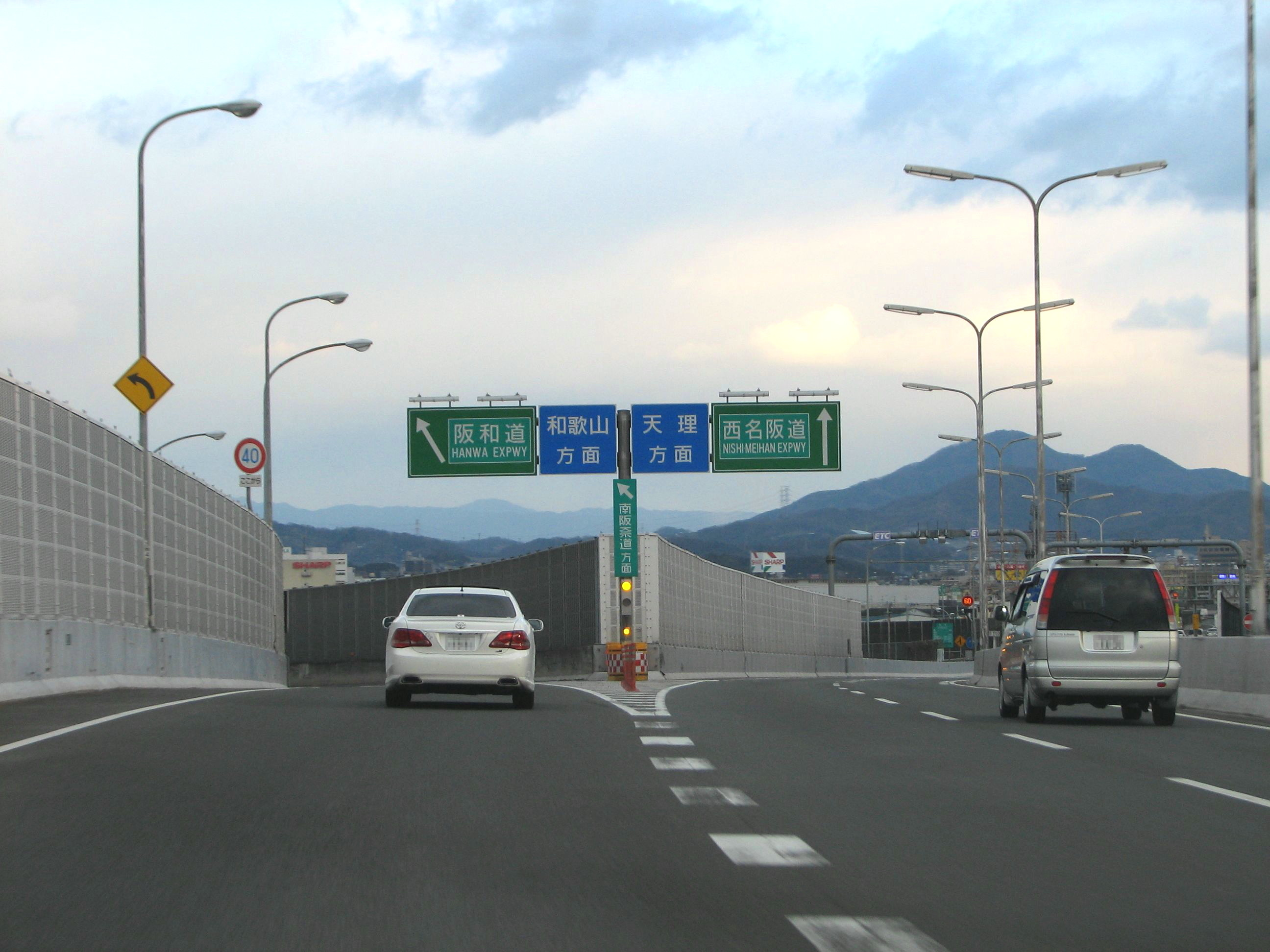
フルJCT化される前の松原線と阪和道の分岐点

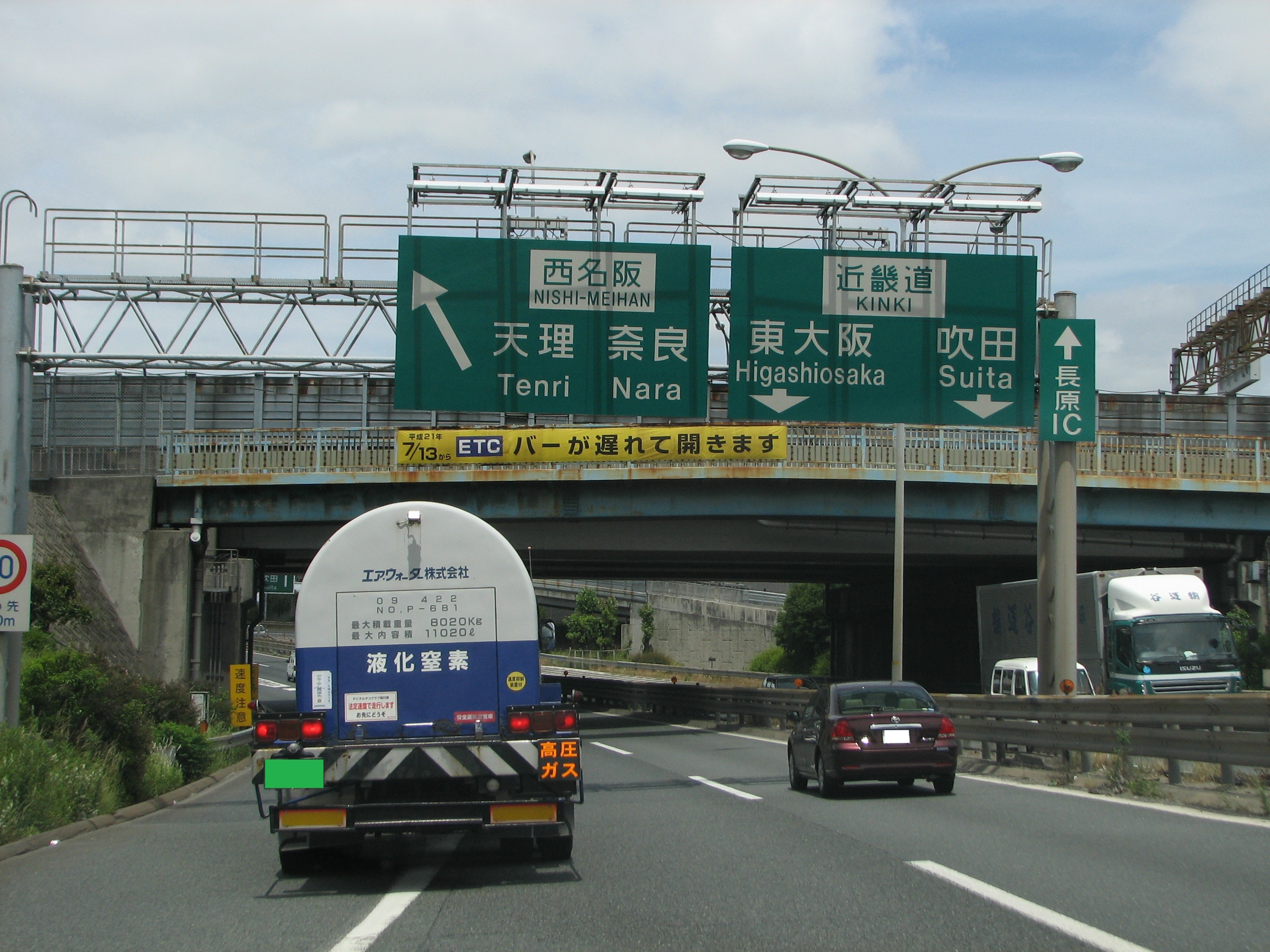
阪和道方面から近畿道と西名阪道の分岐案内板

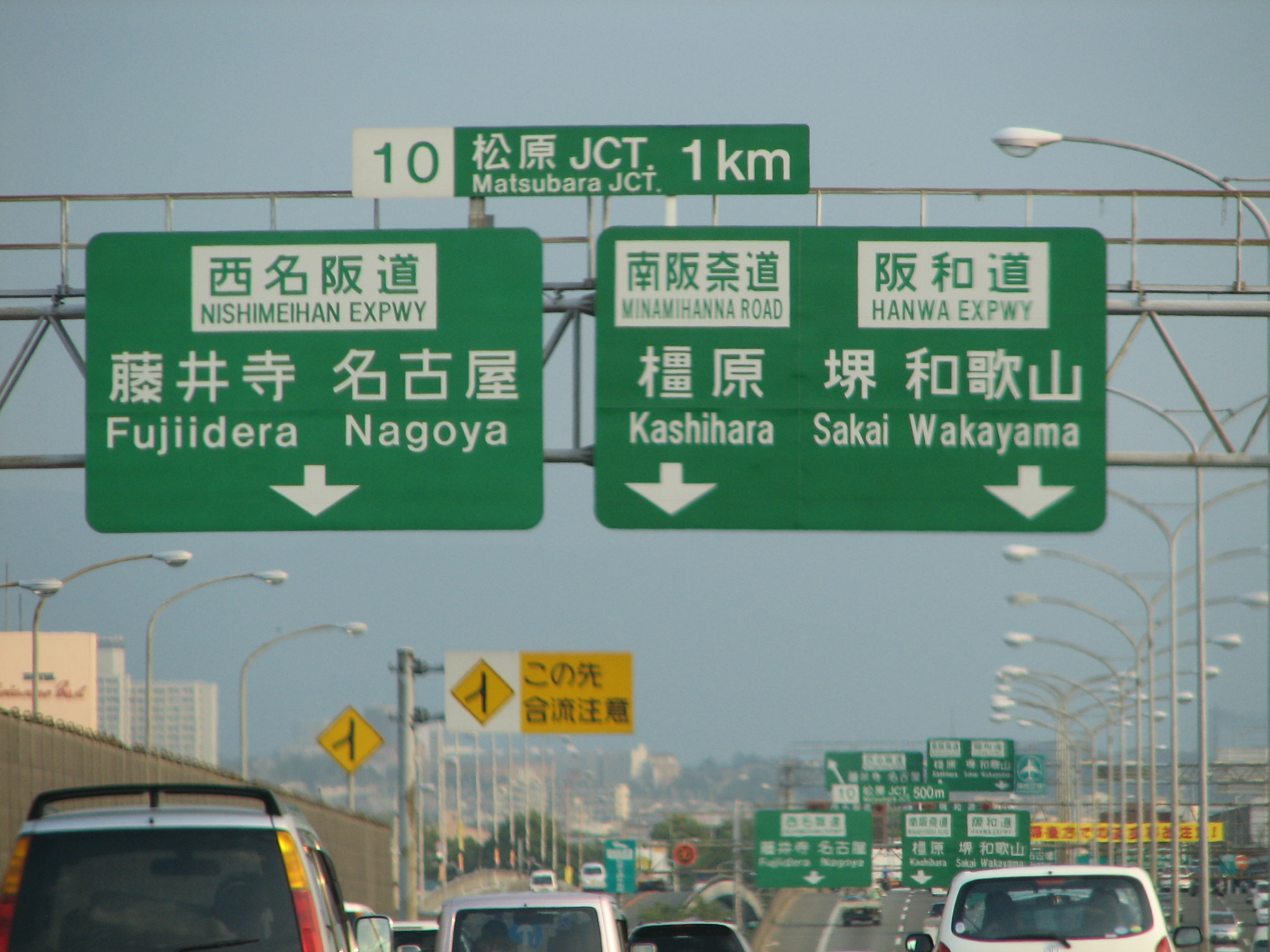
近畿道方面から阪和道と西名阪道の分岐案内板

松原ジャンクション（まつばらジャンクション）は、大阪府松原市大堀にあるジャンクションである。西名阪自動車道・阪和自動車道の起点にして近畿自動車道・阪神高速道路14号松原線の終点となっている。

## 概要
1969年に西名阪道路の起点となる松原インターチェンジとして開通したが、3本の自動車専用道路の開通と46年間に及ぶ改良を経て、2015年に全方向への行き来が可能なフルジャンクション構造となった。
2022年現在、6車線以上の高速道路しか接続されていない国内唯一のジャンクションである。

## 道路
- E26 近畿自動車道（10番）
- E26 阪和自動車道（10番）
- E25 西名阪自動車道（10番）
- 阪神高速14号松原線（14-09番）

## 歴史

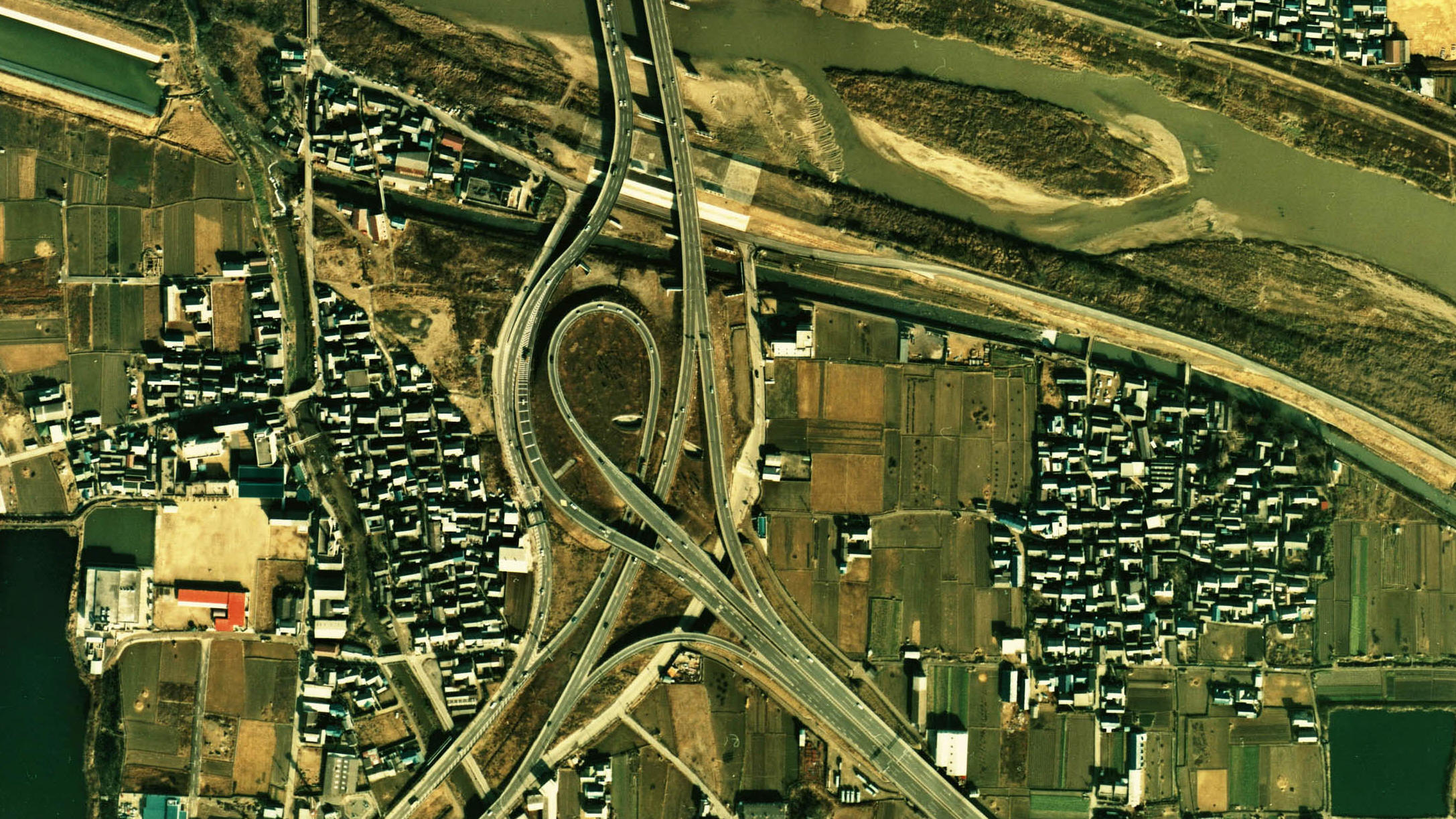
1974年の西名阪道松原IC時代の松原JCT

- 1969年3月21日 : 一般有料道路西名阪道路として松原IC - 天理IC間開通に伴い松原ICとして供用開始。当時ランプは大阪府道2号大阪中央環状線に接続されていた。
- 1973年4月1日 : 西名阪道路が西名阪自動車道として高速自動車国道に昇格編入。
- 1973年12月25日 : 西名阪道松原IC - 柏原IC間6車線化。
- 1980年3月1日 : 阪神高速14号松原線阿倍野入口 - 松原IC間開通。
- 1988年3月17日 : 近畿自動車道八尾IC - 松原JCT間開通に伴い松原JCTに改称。中央環状線北向きと接続するランプを近畿道への連絡路に転用。代替出入口として近畿道に長原ICを設置。
- 1989年3月29日 : 阪和自動車道松原JCT - 美原北IC間開通。阪和道の本線は近畿道の本線と直結。中央環状線南向き - 西名阪道を結ぶランプが阪和道への連絡路に転用され、当JCTでの一般道との接続が廃止。代替出入口として阪和道に松原IC（2代目）を設置。松原線 - 阪和道を接続するランプも供用開始。
- 2013年3月21日 : 阪神高速6号大和川線三宅西出入口 - 三宅中(三宅JCT)間開通。閉鎖された三宅ミニPAの空間を転用して同日松原線三宅JCT - 松原JCT間6車線化。
- 2015年3月29日 : 近畿道 - 松原線の北西渡り線が開通しフルJCT化[2]。
- 2016年3月31日 : 当JCT北西渡り線事業と三宝JCT改良事業が評価され土木学会関西支部技術賞を受賞[3]。

## 案内表示
- （西名阪 天理方面から）「阪和道 関西空港　堺 和歌山」「近畿道 東大阪 吹田」「阪神高速 大阪市内」
- （阪和道 和歌山方面から）「西名阪道 天理　奈良」「近畿道 東大阪 吹田」「阪神高速 大阪市内」
- （近畿道 吹田方面から）「阪神高速 大阪市内」「西名阪 藤井寺 名古屋」「阪和道 堺 和歌山」「南阪奈道 橿原」
- （阪神高速 大阪市内方面から）「西名阪 天理 奈良」「近畿道 東大阪 吹田」「阪和道 堺 和歌山」

## 当JCTをまたぐ通行の料金
当JCTに接続する高速自動車国道はそれぞれの道路ごとに区間料金制を採用しており、複数の道路を連続して通行する場合は当JCTを境にそれぞれの道路の料金を合算する。なお、近畿道と阪和道を連続して通行するETC車については、上限額の設定がある。
しかし、1つの区間料金制区間としての末端は当JCTではなく、近畿道は松原IC、阪和道は長原IC、西名阪道は長原IC・松原ICとしている。よって、長原ICで流出入し阪和道美原北IC以遠（美原JCT方面）または西名阪道を通行する場合、近畿道の料金は不要である。同様に、松原ICで流出入し近畿道東大阪南IC以遠（東大阪JCT方面）または西名阪道を通行する場合、阪和道の料金は不要である。
長原ICで流入して松原ICで流出する場合またはその逆方向の利用の料金は、長原IC - 松原IC間の距離で算定したもの（大都市近郊区間1.8km分、普通車の場合220円）になる。また、長原IC・松原ICで流出入して当JCT（阪神高速14号松原線）との相互間を通行する場合の料金（NEXCO分）は、非ETC車は長原IC - 松原IC間の距離で算定したもの、ETC車は長原IC・松原IC - 当JCT間の距離で算定したもの（同0.9km分、190円）になる。

## 隣
E26 近畿自動車道
(9) 長原IC - (10) 松原JCT
E26 阪和自動車道
(10) 松原JCT - (11) 松原IC
E25 西名阪自動車道
(10) 松原JCT - 松原本線料金所（名古屋方面のみ） - (1) 藤井寺IC
 阪神高速14号松原線
(14-07) 三宅出入口 - 三宅JCT - (14-08) 大堀出入口 - (14-09) 松原JCT